# اقتصاد اتیوپی

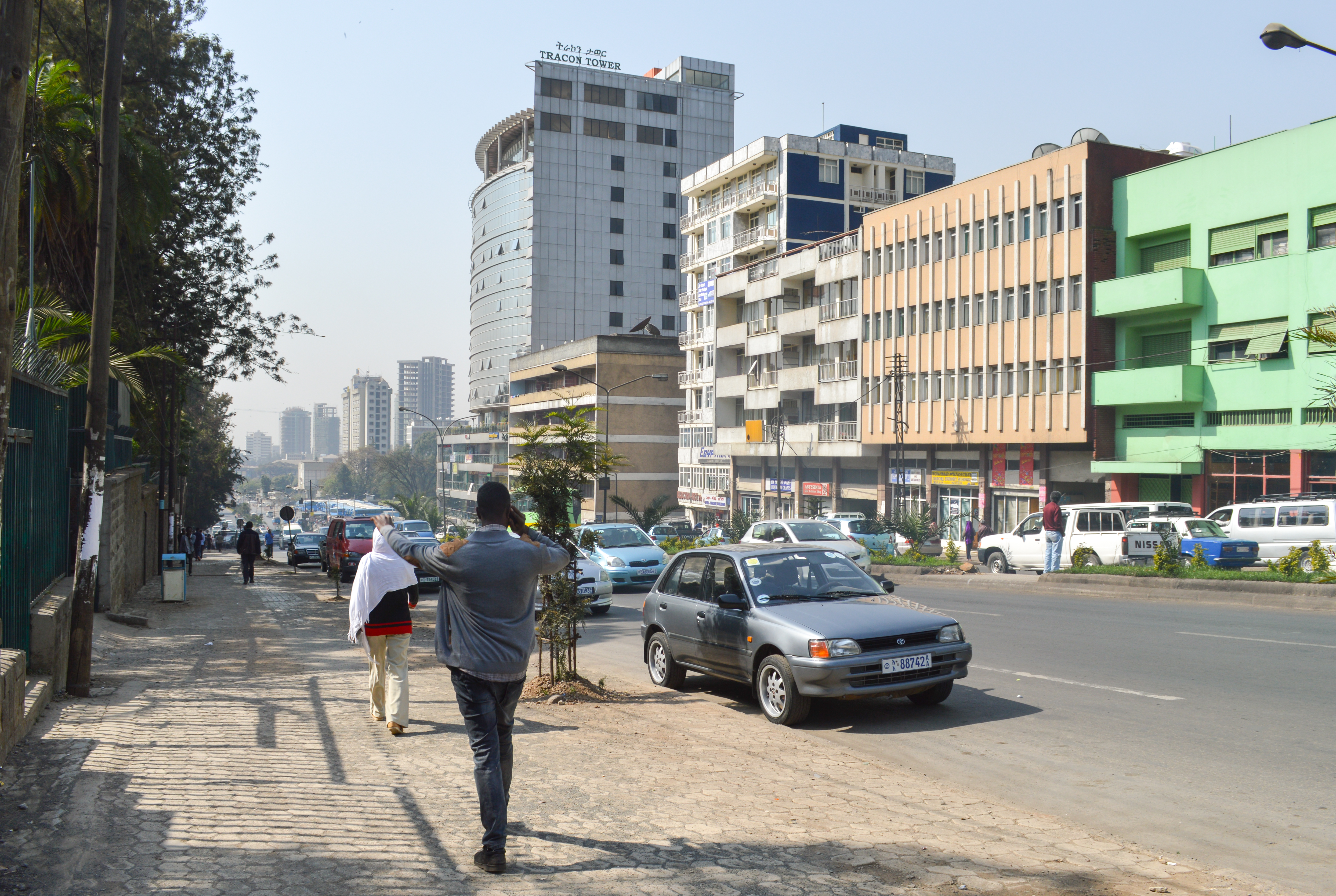
نزدیک به ۳۹ درصد مردم کشور اتیوپی زیر خط فقر زندگی می‌کنند چرا که نرخ تورم در این کشور نزدیک به ۱۶ درصد است.

اقتصاد اتیوپی از لحاظ تاریخی یکی از بهترین اقتصادهای جهان می‌باشد که در طول دوران سلطنت هایله سلاسی که در آن ارزش دلار اتیوپی خیلی بالا رفته بود، نیز ادامه داشته‌است. اتیوپی در مرز یک ملت کامیاب قرار داشت. اما در هر صورت پس از انقلاب سال ۱۹۷۴ (میلادی)، نحوه اداره اقتصاد اتیوپی به صورت اقتصاد سوسیالیستی تغییر یافت: کنترل‌های قدرتمند ایالات تثبیت گشته و بخش عمده‌ای از اقتصاد و از جمله صنایع مدرن، کشاورزی سطح بالا و تجاری، کلیه زمین‌های کشاورزی، مناطق اجاره‌ای شهری و کلیه موسسات مالی به بخش خصوصی منتقل گردیدند. از نیمه سال ۱۹۹۱ (میلادی)، اقتصاد شروع بحرکت به سمت اقتصاد بازار محور غیر متمرکز نموده و تأکید آن بر ابتکار عمل فردی قرار گرفت که نتیجه آن یک دهه رکود اقتصادی بود. در سال ۱۹۹۳ (میلادی) حرکت تدریجی خصوصی‌سازی کسب و کار، صنعت، بانکداری، کشاورزی، تجارت و بازرگانی ادامه یافت.
با این‌حال، اتیوپی به صورت کامل یک کشور خصوصی نیست. حزب حاکم ائی پی آر دی اف کنترل بیش از پنجاه مؤسسه تجاری قدرتمند در اتیوپی را در دست دارد. این روش نسخه کپی‌برداری شده از اقتصاد چین می‌باشد. برخی از این موسسات عبارتند از امباسل، تیکور آبای، دینشو، مگا و غیره. هم‌اکنون بسیاری از مایملک رژیم قبل بنام خصوصی‌سازی به این موسسات تحت کنترل ائی پی آر دی اف انتقال یافته‌اند. از آن گذشته، بر اساس قانون اساسی اتیوپی، حق مالکیت زمین تنها به «ایالت و مردم» تعلق دارد، لکن شهروندان تنها امکان تملک زمین (تا ۹۹ سال) را داشته و قادر به اجاره مجدد، فروش یا تملک زمین نیستند.

## بخش‌های اقتصادی
در اتیوپی کشاورزی حدود ۴۱ درصد تولید ناخالص ملی (جی دی پی)، ۸۰ درصد صادرات و ۸۰ درصد نیروی کار را تشکیل می‌دهد. بسیاری از فعالیت‌های دیگر اقتصادی از جمله بازاریابی، پردازش و صادرات محصولات کشاورزی نیز به رشته کشاورزی وابسته هستند. تولید به صورت فشرده دارای اساسی معیشتی بوده و بخش عمده‌ای از کالاهای صادراتی توسط بخش کوچکی فراورده‌های سودآور کشاورزی تأمین می‌گردد. محصولات اصلی این کشور شامل قهوه، موج (" به عنوان مثال " لوبیا)، دانه‌های روغنی، غلات، سیب زمینی، نیشکر و سبزیجات می‌گردد. اقلام کشاورزی، صادرات عمده این کشور را تشکیل داده و قهوه پر درآمدترین محصول بحساب می‌آید. بنظر می‌رسد جمعیت دام اتیوپی، بزرگ‌ترین رقم در کل قاره آفریقا را تشکیل داده و از سال ۱۹۸۷ (میلادی) ۱۵ درصد تولید ناخالص کشور را شکل داده‌است.

## صادرات و واردات
تولید ناخالص داخلی این کشور ۵۵٫۰۷ میلیارد دلار است. اتیوپی ۲۷٫۲۷ میلیون نفر نیروی کار دارد که ۸۰ درصد آن‌ها در بخش کشاورزی مشغول به کارند.
۳۸٫۷ درصد از مردم آن زیر خط فقر زندگی می‌کنند و نرخ تورم در آن ۱۵٫۹ درصد است.
صادرات
مهم‌ترین کالای صادراتی این کشور قهوه‌است و دیگر فراورده‌های آن عبارتند از:
- میوه
- سبزیجات
- دانه‌های روغنی
- چرم و پوست و حیوانات زنده

این صادرات به مقاصد زیر است: آلمان (۱۲٫۸ درصد)، چین (۱۰٫۶ درصد)، ژاپن (۷٫۵ درصد)، آمریکا (۶٫۸ درصد)، عربستان سعودی (۵٫۹ درصد)، جیبوتی (۵٫۸ درصد)، ایتالیا (۵ درصد)
اتیوپی بزرگ‌ترین گله‌های دام را در سرتاسر آفریقا در اختیار دارد. صادرات گوشت دام و دیگر محصولات دامی، به کشورهای اسلامی به ویژه کشورهای خاورمیانه از جمله پولسازترین صادرات‌های این کشور می‌باشد، ماه رمضان فرصتی استثنائی برای این کشور به منظور صادرات انواع دام زنده، گوشت گوسفند و گاو، پوست دام و دیگر محصولات دامی است؛ بسیاری از کشورهای جهان از جمله ترکیه، سومالی، امارات، عربستان، جیبوتی، مصر و حتی هنگ گنگ خریدار محصولات گوشتی کشور اتیوپی هستند. مقامات اتیوپی امیدوارند میزان پروازهای حامل گوشت دام خود را که در سال ۱۳۹۳، ۲۴ تن در روز است در آستانه ماه رمضان همان‌سال به ۶۰ تن در روز برسانند. از عمده‌ترین واردکننده‌های گوشت اتیوپی، عربستان و امارات هستند که ۹۰ درصد این محصولات را خریداری می‌کنند.
واردات
کالاهای وارداتی به این کشور عبارتند از:
- مواد غذایی
- حیوانات زنده
- نفت و محصولات آن
- مواد شیمیایی، ماشین‌آلات
- وسایل نقلیه موتوری
- غله
- منسوجات

این اقلام از کشورهای، عربستان سعودی (۱۸ درصد)، چین (۱۱٫۳ درصد)، هند (۸٫۱ درصد)، ایتالیا (۵٫۱ دصد)، آلمان (۴٫۱ درصد) وارد می‌شود.